# Marinus Anton Donk
Marinus Anton Donk (Situbondo, 14 agosto 1908 – 2 settembre 1972) è stato un micologo olandese.
Nacque a Situbondo nell'isola di Java (attuale Indonesia) da genitori olandesi. Frequentò le scuole superiori nei Paesi Bassi e poi studiò biologia all'Università di Utrecht dove si laureò il 7 luglio 1933.

## Pubblicazioni
- Marinus Anton Donk (1931) "Revisie van de Nederlandse Heterobasidiomyceteae (uitgez. Uredinales en Ustilaginales) en Homobasidiomyceteae-Aphyllophraceae : I." in Mededeelingen van de Nederlandsche Mycologische Vereeniging 18:20 pp. 67 - 200
- Marinus Anton Donk (1933) "Revisie van de Nederlandse Heterobasidiomyceteae (uitgez. Uredinales en Ustilaginales) en Homobasidiomyceteae-Aphyllophraceae : II." in Mededeelingen van het Botanisch Museum en Herbarium van de Rijks Universiteit te Utrecht 9 pp. 1 - 278
- Marinus Anton Donk (1949) "New and revised nomina generica conservanda proposed for Basidiomycetes (Fungi)" in Annales du Jardin Botanique de Buitenzorg (Annals of the Buitenzorg Botanical Garden) 3rd series, 18 pp. 83 - 168

- Marinus Anton Donk (1949) "Nomenclatural notes on generic names of agarics (Fungi: Agaricales)" in Annales du Jardin Botanique de Buitenzorg (Annals of the Buitenzorg Botanical Garden) 3rd series, 18 pp. 271 - 402

- Marinus Anton Donk (1959) "Notes on Cyphellaceae: 1" in Persoonia 1 pp. 25 - 110

- Marinus Anton Donk (1962) "The generic names proposed for the Agaricaceae" in Beihefte Nova Hedwigia 5 pp. 1 - 320

- Marinus Anton Donk (1962) "Notes on Cyphellaceae: 2" in Persoonia 2 pp. 331 - 348

- Marinus Anton Donk (1964) "A conspectus of the families of Aphyllophorales" in Persoonia 3 pp. 199 - 324

- Marinus Anton Donk (1964) "The generic names proposed for Polyporaceae" in Persoonia 1 pp. 173 - 302

## Specie di funghi individuate
- Clavariadelphus ligula (Fries) Donk
- Clavariadelphus pistillaris (Fries) Donk
- Clavariadelphus truncatus (Quélet) Donk
- Clavulina amethystina (Fries) Donk
- Clavulina zolleringii (Léveillé) Donk
- Datronia mollis (S. C. Sommerfelt: Fries) Donk
- Entoloma abortivum (M. A. Curtis & Berkeley) Donk
- Osteina obducta (Berkeley) Donk
- Oxyporus populinus (H. C. F. Schumacher: Fries) Donk
- Ramariopsis kunzei (Fries) Donk
- Tyromyces fragilis (Fries) Donk

## Generi di funghi individuati
- Clavariadelphus Donk
- Datronia Donk
- Osteina Donk
- Oxyporus (Galzin & Bourdot) Donk
- Ramariopsis (Donk) Corner
- Thanatephorus Donk